# Minority Rules
Minority Rules is het debuutalbum van de Amerikaanse punkband Whole Wheat Bread. Het album werd uitgegeven op 25 januari 2005 op cd in de Verenigde Staten door het platenlabel Fighting Records en op dezelfde datum in Japan door Ambience Recorders, eveneens op cd.

## Nummers
Tot en met de elfde track zijn de Amerikaanse en Japanse versies van het album hetzelfde. De Amerikaanse versie kent vervolgens vier extra tracks: drie hidden tracks, namelijk hiphopnummers zonder titels, en een track met ongeveer twee minuten stilte die daarvoor komt. De Japanse versie heeft twee bonustracks.
| 1. "Broke" - 2:15 2. "Loud & Clear" - 1:26 3. "Old Man Samson" - 1:55 4. "Miss Perfection" - 2:19 5. "Scar Your Lungs" - 2:23 6. "Police Song" - 2:28 7. "Holly" - 1:50 8. "No Future" - 2:14 9. "Feel Like Shit" - 3:14 10. "Overrated" - 1:46 11. "Miss the Bus" - 1:00 | Amerikaanse versie 1. stilte - 1:11 2. (hidden track) - 3:12 3. (hidden track) - 2:41 4. (hidden track) - 4:12 Japanse versie 1. "Duval" 2. "On a String" |

## Band
- Aaron Abraham - gitaar, zang
- Nick Largen - basgitaar, zang
- Joseph Largen - drums